# 希爾特芬根
希尔特芬根（德語：Hilterfingen，發音：[ˈhɪltɐˌfɪŋən]）是瑞士伯尔尼州的市镇，面积2.8平方千米，2018年12月31日人口为4,044人。